# Дзагари, Марио
Марио Дзагари (итал. Mario Zagari; 14 сентября 1913, Милан — 29 февраля 1996, Рим) — итальянский журналист и политик, министр внешней торговли Италии (1970—1972), министр помилования и юстиции (1973—1974).

## Биография
Родился 14 сентября 1913 года в Милане, получил высшее юридическое образование. Участвовал во Второй мировой войне в качестве офицера бригады «Джулия» итальянских альпийских стрелков. В 1942 году, находясь в Риме, присоединился к движению Сопротивления. Вошёл в число организаторов Революционного социалистического движения, которое позднее влилось в Движение пролетарского единства, основанное в Милане Лелио Бассо. После выхода королевской Италии из войны 8 сентября 1943 года это объединение слилось с социалистами в Итальянскую социалистическую партию пролетарского единства под руководством Пьетро Ненни. После оккупации Рима немецкими войсками Дзагари был арестован, но сумел бежать и ушёл в подполье.
В 1946 году был избран в Учредительное собрание, в 1947 году из-за разногласий его группы «Социалистическая инициатива» и большинства ИСП, покинул партию и вступил в Социалистическую партию итальянских трудящихся, в 1949 году возглавил её, а в 1958 году вернулся в ИСП.
В 1948 году состоял во фракции социалистического единства Палаты депутатов 1-го созыва, в 1950—1951 годах — во фракции Унитарной социалистической партии и с 1951 по 1953 год — во фракции Демократической социалистической партии в том же созыве Палаты.
С 1963 по 1979 год входил во фракцию ИСП Палаты депутатов с 4-го по 7-й созыв.
С 1964 по 1969 год являлся младшим статс-секретарём Министерства иностранных дел Италии во втором и третьем правительствах Моро и в первом правительстве Румора.
Министр внешней торговли Италии в третьем правительстве Румора с 27 марта по 6 августа 1970 года, а затем — до 17 февраля 1972 года в первом правительстве Коломбо.
Министр помилования и юстиции Италии в четвёртом правительстве Румора с 7 июля 1973 по 14 марта 1974 года и затем до 23 ноября 1974 года — в пятом правительстве Румора.
В 1976—1989 годах являлся депутатом Европейского парламента, оставаясь в рядах ИСП.